# Iheb Mbarki
Iheb Mbarki (sinh ngày 14 tháng 2 năm 1992) là một cầu thủ bóng đá người Tunisia thi đấu ở vị trí hậu vệ phải cho Espérance Sportive de Tunis và từng thi đấu cho Evian Thonon Gaillard ở Ligue 1.